# Конституція Південного Судану
Конституція Південного Судану (англ. Constitution of South Sudan) — найвищий нормативно-правовий акт держави, який замінив проміжну конституцію автономної області Південний Судан. Конституція була прийнята 7 липня 2011 року рішенням парламенту країни і набрала чинності 9 липня цього ж року після підписання президентом Салвою Киїр.

## Конституція
Конституція Південного Судану встановила незалежність виконавчої, законодавчої та судової влади. Виконавча влада належить уряду, який очолює президент. Законодавча влада покладається на раду вілайятів і парламент.
Робота над перехідною конституцією почалася 21 січня 2011 року з утворенням комітету технічного огляду, уповноваженого, згідно з указом президента, внести поправки в Тимчасову конституцію Південного Судану від 2005 року. Після референдуму на користь відділення, правлячий Народний Визвольний рух Судану (НВРС) і різні опозиційні політичні партії домовилися про необхідність прийняття тимчасової конституції з урахуванням розширених повноважень і обов'язків суверенної держави.
З перехідної конституції було видалено всі згадки про єдиний Судан, а регіональні органи влади були перетворені на інститути суверенної національної держави. Незадовго до проголошення незалежності, тодішній міністр з правових питань та конституційного розвитку та голова комітету з технічного конституційного зявили, що другий етап процесу перегляду Конституції буде вирішений після незалежності.